# Aberdeen (film)
Pour plus de détails, voir Fiche technique et Distribution.
Aberdeen est un film réalisé par Hans Petter Moland, sorti en 2000.

## Synopsis
L'avocate Kaisa Heller, fraîchement promue, n'a apparemment aucun attachement émotionnel, préférant les rencontres anonymes avec des mecs. Elle est surprise de recevoir un appel d'Helen, sa mère mourante, lui demandant une dernière fois d'amener Tomas, le père de Kaisa, à l'hôpital. Le film est une sorte de road movie ponctué de rencontres ; certaines sont conflictuelles, comme des voyous alcoolisés qui harcèlent son père ou des hôtesses de l'air en colère qui lui lancent des ultimatums, tandis que d'autres sont romantiques, comme le chauffeur routier Clive que Kaisa tente d'utiliser, mais auquel elle finit par s'attacher. Ce qui a commencé comme une corvée inévitable, peut-être la dernière qu'elle n'aura jamais pu esquiver, devient un nouveau point de départ dans sa vie.

## Fiche technique
- Titre : Aberdeen
- Réalisation : Hans Petter Moland
- Scénario : Hans Petter Moland et Kristin Amundsen
- Photographie : Philip Øgaard
- Musique : Zbigniew Preisner
- Pays d'origine : Norvège - Suède - Royaume-Uni
- Format : Couleurs - 1,85:1 - Dolby Digital
- Genre : drame
- Date de sortie : 2000

## Distribution
- Stellan Skarsgård : Tomas
- Jean Anderson : Kaisa petite
- Lena Headey : Kaisa
- Charlotte Rampling : Helen
- Louise Goodall : Sara
- Jason Hetherington : Perkins
- Ian Hart : Clive
- Henriette Steenstrup : commis à la location de voitures